# The Royal Scam
《The Royal Scam》은 미국의 록 밴드 스틸리 댄의 다섯 번째 스튜디오 음반이다. 게리 캐츠가 프로듀싱했으며 1976년 ABC 레코드에 의해 원래 발매되었다. 《The Royal Scam》은 기타리스트 제프 백스터 없이 첫 번째 음반이었던 스틸리 댄의 이전 음반인 《Katy Lied》보다 더 두드러진 기타 작업을 특징으로 한다. 녹음에 참여한 기타리스트로는 월터 베커, 데니 디아스, 래리 칼튼, 엘리엇 랜들, 딘 파크스가 있다.
이 음반은 골드로 인증했고 빌보드 200에서 15위로 정점을 찍었다. 이 음반은 1979년 ABC 레코드을 MCA에 매각한 후 MCA 레코드에 의해 재발매되었다.

## 커버 아트
음반 커버에는 슈트를 입은 남자가 라디에이터 위에서 잠을 자고 있는 모습이 담겨 있으며, 분명히 고층 빌딩과 짐승의 하이브리드를 꿈꾸고 있다. 이 커버는 래리 족스의 그림과 찰리 갠스의 사진으로 만들어졌고, 원래 아메리칸 드림의 풍자 컨셉인 밴 모리슨의 미발표 1975년 음반 《Mechanical Bliss》를 위해 만들어졌다. 1999년 리마스터 음반의 라이너 노트에서, 도널드 페이건과 월터 베커는 이 음반이 "70년대 가장 흉측한 음반 커버 (아마도 《Can't Buy a Thrill》은 제외)"이라고 주장했다.

## 반응
| 전문가 평가                   | 전문가 평가 |
| 평가 점수                     | 평가 점수   |
| 출처                          | 점수        |
| ----------------------------- | ----------- |
| AllMusic                      | [ 3 ]       |
| Chicago Tribune               | [ 4 ]       |
| Christgau's Record Guide      | B           |
| Encyclopedia of Popular Music | [ 6 ]       |
| The Great Rock Discography    | 6/10        |
| MusicHound Rock               | 3/5         |
| Pitchfork                     | 8.3/10      |
| Q                             | [ 10 ]      |
| Rolling Stone                 | [ 11 ]      |
| The Rolling Stone Album Guide | [ 12 ]      |

이 음반은 이전 음반만큼 높은 평가를 받지 못했으며 대부분의 평론가들은 이 음반이 어떠한 음악적 발전도 보여주지 않았다는 것을 발견했다. 대조적으로, 원래의 《롤링 스톤》 리뷰는 더 긍정적이였고, 궁극적으로 이 잡지는 이후의 명예의 전당 리뷰에서 그것에 별 다섯 개를 주었다.

## 곡 목록
모든 곡들은 특별한 언급이 없는 한 월터 베커와 도널드 페이건에 의해 작사/작곡하였다.
| #  | 제목                      | 작사·작곡             | 재생 시간 |
| -- | ------------------------- | --------------------- | --------- |
| 1. | 〈Kid Charlemagne〉       |                       | 4:38      |
| 2. | 〈The Caves of Altamira〉 |                       | 4:31      |
| 3. | 〈Don't Take Me Alive〉   |                       | 4:16      |
| 4. | 〈Sign In Stranger〉      |                       | 4:23      |
| 5. | 〈The Fez〉               | 베커, 파겐, 폴 그리핀 | 4:01      |

| #  | 제목                   | 재생 시간 |
| -- | ---------------------- | --------- |
| 6. | 〈Green Earrings〉     | 4:05      |
| 7. | 〈Haitian Divorce〉    | 5:53      |
| 8. | 〈Everything You Did〉 | 3:55      |
| 9. | 〈The Royal Scam〉     | 6:28      |